# Cromaticitat

Fig.1 Diagrama de Cromaticitat CIE 1931

Cromaticitat és una especificació objectiva de la qualitat d'un color amb independència de la seva lluminositat o luminància.

## Descripció
Es defineix el diaframa de cromaticitat segons unes coordinades xy d'acord el model de color CIE 1931 XYZ.
El color blanc està definit en les coordinades x,y de cromaticitat amb (0.3127, 0.3290).